# Gierskämpen

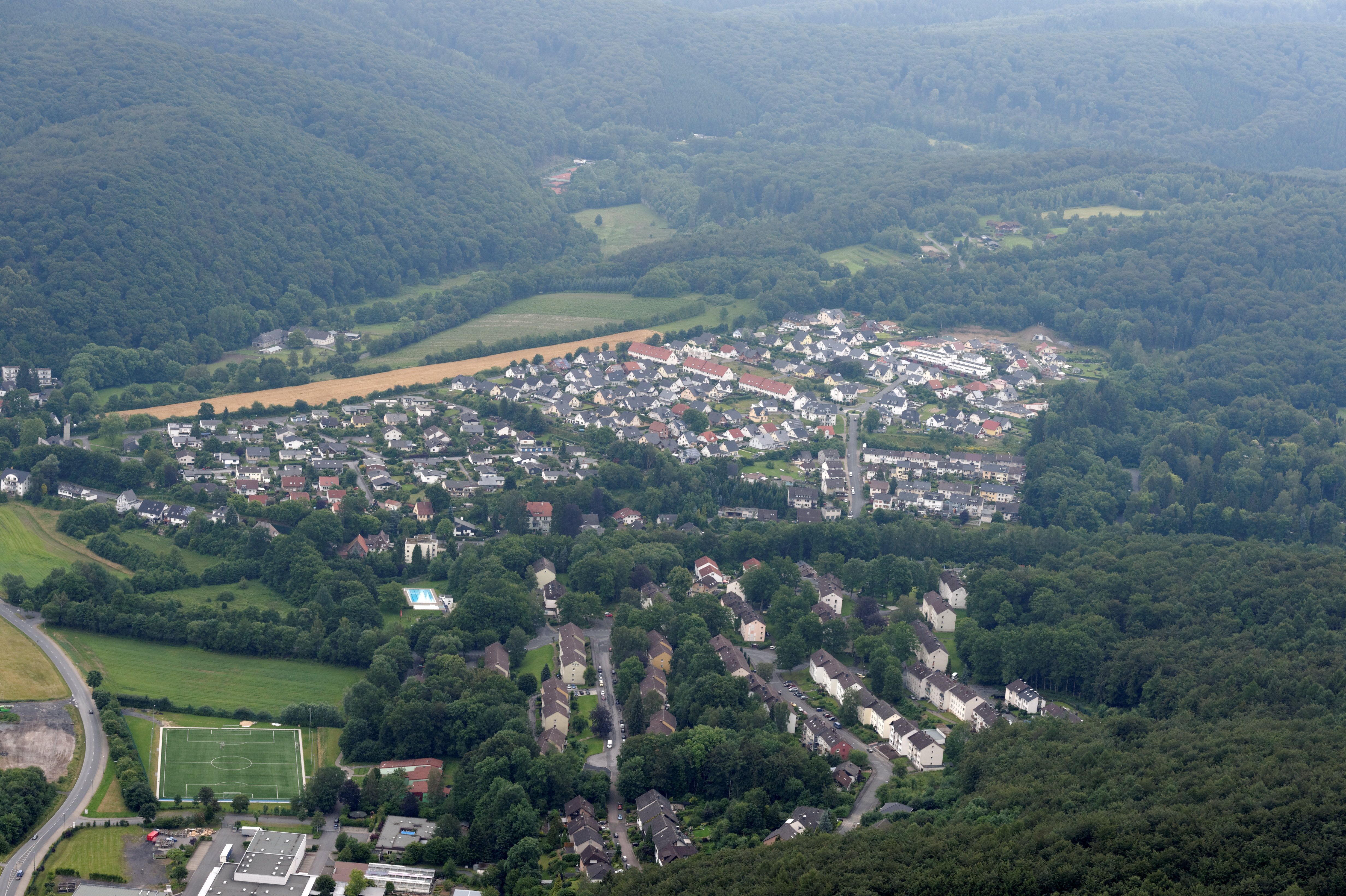
Arnsberg-Süd im Vordergrund ein Teil von Gierskämpen mit dem Sportplatz und Freibad, im Hintergrund die Wohnquartiere Dickenbruch, Austfeld und die Bebauung auf dem Gelände der ehemaligen Jägerkaserne

Gierskämpen ist ein Stadtquartier im Stadtteil Arnsberg in der Stadt Arnsberg.

## Geschichte

### Waldlager
Das Gebiet von Gierskämpen liegt am Fuß des Berges Hoher Nacken und war ursprünglich ein von der bisherigen Siedlungsentwicklung entferntes Waldgebiet. Mittlerweile ist durch die bauliche Entwicklung etwa im Bereich Dickenbruch oder auf einem ehemaligen Kasernengelände die Isolation nicht mehr so ausgeprägt. Der Gesamtbereich wird heute auch als Arnsberg-Süd bezeichnet.
Unterhalb des späteren Ortsteils baute der örtliche Kneippverein 1933 das Freibad Storchennest. In der zweiten Hälfte der 1930er Jahre wurden der Wehrmacht, neben der Jägerkaserne oberhalb von Dickenbruch, auch Flächen im Bereich der Hammerweide und des späteren Gierskämpen zur Verfügung gestellt. Dort entstand das sogenannte Waldlager. Während des Krieges waren dort Kriegsgefangene aus Polen und der Sowjetunion untergebracht. Sie zogen von dort unter Bewachung zur Zwangsarbeit, etwa zur Fabrik von Papenkort.
Kurz nach Kriegsende – Nordwestdeutschland war von britischen Truppen besetzt – wurde das Waldlager der Stadt Arnsberg übergeben. Dort waren zunächst ehemalige Zwangsarbeiter oder Kriegsgefangene untergebracht. Unterhalb von Gierskämpen lag während des Dritten Reiches ein Lager des Reichsarbeitsdienstes. Nach dem Krieg wurde daraus das Lager 136 UNNRA, in dem unter anderem ehemalige italienische Kriegsgefangene bis zur Rückkehr in ihre Heimat lebten.
Nach der Rückkehr der meisten ausländischen Bewohner in ihre Heimat wurden die Baracken von der Stadt wieder instand gesetzt. Dort wurden Evakuierte, Flüchtlinge und Vertriebene untergebracht. Teile der Baracken blieben noch im Besitz der Bundesvermögensverwaltung. Nach längeren Verhandlungen gingen auch sie an die Stadt Arnsberg über. Es entstanden sogar einige gewerbliche Unternehmen. So stellte die Firma Jäkel & Co. Miederwaren her. Eine Firma Artis stellte Kunstblumen und Hutbestecke her. Eine Firma Kirchhof & Co. war mit der Herstellung von Textilien beschäftigt, während die Firma Liebald Lederhandschuhe herstellte und eine Gerberei betrieb.

### Bauentwicklung
Die Baracken wichen allmählich Mehrfamilienhäusern. Als Folge des anhaltenden Bedarfs nach Wohnraum wurde Gierskämpen das größte Neubaugebiet der Stadt Arnsberg. Erste Planungen sahen 1956 eine aufgelockerte zweigeschossige Bebauung vor. Wegen des großen Wohnungsbedarfs kam es aber zur Errichtung von dreistöckigen Gebäuden. Für die Entwicklung positiv waren 1957 Gelder des Landes Nordrhein-Westfalen zur Beseitigung von Notwohnungen. Südlich des alten Barackenlagers entstanden neue Gebäude. Errichtet wurden diese vor allem von der Westfälisch-Lippischen Heimstätte und der Arnsberger Wohnungsbaugenossenschaft. Im Jahr 1960 verkaufte die Stadt ein bisheriges Waldstück an den Freiherren von Eltz-Rübenach. Dieser ließ 140 Wohnungen vornehmlich für Familienangehörige belgischer Soldaten bauen. Damals entstand auch die heutige Zufahrt zum Ortsteil über die Straße Hoher Nacken.

## Struktur
Insgesamt entstanden von 1957 bis 1970 durch die Stadt, Genossenschaften und Privatleute 73 Häuser mit 418 Wohnungen. Später kamen noch einige Gebiete mit Einfamilienhäuser hinzu. Insgesamt leben im Ortsteil über 900 Menschen. Das heißt, Gierskämpen ist ähnlich groß wie die früher selbständigen Gemeinden Wennigloh oder Bachum und deutlich größer als etwa Uentrop oder Breitenbruch.
Weil Gierskämpen ein in sich geschlossener Ortsteil ist und deutlich entfernt vom Arnsberger Stadtzentrum liegt, entstanden Versorgungseinrichtungen wie ein Lebensmittelladen, ein Bäcker, Friseur und Kneipen. Die meisten davon mussten, wie in anderen Wohngebieten auch, in den letzten Jahren aufgeben. Eine letzte Baracke blieb über längere Zeit erhalten und diente unter anderem als Notkirche. Mit dem Bau der St. Norbertuskirche 1975 im benachbarten Dickenbruch entfiel diese Funktion. Vorübergehend unter anderem zur Jugendarbeit genutzt, wurde die Notkirche 1978 abgerissen.
Auf Grund der vergleichsweise niedrigen Mieten ist die Zahl der Einwohner mit geringeren Einkommen in Gierskämpen wie auch im Stadtquartier Moosfelde höher als in den meisten anderen Wohngebieten Arnsbergs. Recht hoch ist seit jeher auch die Zahl der Menschen mit ausländischen Wurzeln und mit Migrationshintergrund. Schon die ersten Bewohner hatten als Flüchtlinge und Vertriebene aus dem Osten Deutschlands Migrationserfahrungen. Später lebten Angehörige der belgischen Garnison in Gierskämpen. Die Kaserne wurde 1994 geschlossen und damit zogen auch die meisten belgischen Familien fort. Dies überschnitt sich mit der Zuwanderung von Spätaussiedlern, die vor allem nach der politischen Wende von 1989/90 in das Stadtquartier zogen. Der eigentliche Ausländeranteil liegt zwar nur bei 6 %, aber durch die Spätaussiedler ist der Anteil der Bewohner mit Migrationshintergrund deutlich höher, lässt sich aber statistisch nicht erfassen.
Mit dem Kinder- und Jugendtreff Gierskämpen existiert eine im Wesentlichen auf das Stadtquartier bezogene, von einem Trägerverein getragene hauptamtliche Kinder- und Jugendarbeit.
In Gierskämpen hat sich über die Jahre ein eigenes Selbstbewusstsein entwickelt, das sich unter anderem in Vereinsgründungen niederschlug. Es existiert ein Kleingartenverein und der Fußballverein FC Blau-Weiß Gierskämpen. Letzterer verfügt zusammen mit dem Kinder- und Jugendtreff über ein eigenes Vereinsheim sowie über einen Fußballplatz mit Kunstrasen und Flutlichtanlage. Die erste Herrenmannschaft des Vereins spielt in der Saison 2018/19 in der Kreisliga A Arnsberg, was dort die neunthöchste Spielklasse Deutschlands ist.